# Joseph Hasner von Artha
Joseph Hasner Ritter von Artha, född 13 augusti 1819 i Prag, död där 2 februari 1892, var en österrikisk oftalmolog. Han var bror till Leopold Hasner von Artha.
Hasner studerade medicin i Prag, tjänstgjorde 1842-46 såsom assistentläkare vid ögonkliniken där och utnämndes 1848 till docent i oftalmologi. År 1852 blev han extra ordinarie och 1856 ordinarie professor i Prag. Från 1869 var han en av utgivarna av "Vierteljahrsschrift für praktische Heilkunde".